# Скугарев, Александр Петрович
Александр Петрович Скугарев (13 марта 1975, Ангарск) — российский хоккеист, нападающий. Мастер спорта России.

## Биография
Начал заниматься хоккеем в ангарском «Ермаке». Одно время выступал в одной тройке нападения со старшим братом Павлом (род. 1968) и двойняшкой Дмитрием.
В 1996 году перешёл в хабаровский СКА (позже — «СКА-Амур», «Амур»), с которым в сезоне 1998/99 вышел в Суперлигу. Также в Суперлиге играл за «Локомотив» Ярославль (2000/01 — 2002/03), «Лада» Тольятти (2003/04 — 2004/05), «Динамо» Москва (2005/06 — 2006/07), ЦСКА (2007/08). В КХЛ выступал за ЦСКА (2008/09), «Барыс» Астана (2008/09). Играл в ВХЛ за «Ермак» и «Крылья Советов» Москва (2010/11) и РХЛ за «Буран» Воронеж (2011/12).
В чемпионатах России провел 626 матчей, 280 очков (129+151), в высшей лиге 54 матча, 27 очков (10+17), в первой лиге — 232 матча, 181 очков (84+97).
Участник чемпионата мира 2004 года.

## Достижения
- Двукратный чемпион России (2002, 2003)
- Серебряный призёр чемпионата России (2005)
- Бронзовый призёр чемпионата России (2004)